# کوین گارسیا (بازیکن فوتبال زاده ۱۹۸۹)
کوین گارسیا (انگلیسی: Kevin García؛ زادهٔ ۸ سپتامبر ۱۹۸۹) بازیکن فوتبال اهل اسپانیا است.
از باشگاه‌هایی که در آن بازی کرده‌است می‌توان به باشگاه ورزشی رئال مایورکا و باشگاه فوتبال پانتولیکوس اشاره کرد.